# Windows tartomány
A Windows tartomány (angolul: Windows Server domain) elsősorban Microsoft Windows operációs rendszert futtató számítógépek központi címtáradatbázison alapuló logikai csoportja.  
Ez a központi adatbázis (a Windows 2000 szerverektől kezdve Active Directory, röviden AD; korábban, Windows NT szerver alatt NT Directory Services vagy röviden NTDS) tartalmazza a felhasználói fiókokat és a tartomány erőforrásaihoz kapcsolódó biztonsági információkat. Mindenkinek, akinek a tartomány számítógépeit kell használnia, szüksége van egy saját felhasználói névre, avagy fiókra. Ehhez a fiókhoz lehet aztán jogosultságokat rendelni a tartomány erőforrásainak használatára.
A tartomány címtára tartományvezérlő (domain controller) szerepkörű számítógépeken tárolódik. A tartományvezérlő olyan szerver, ami a felhasználók és a tartomány közötti kapcsolat biztonsági aspektusaival foglalkozik, központosítva a biztonságot és az adminisztrációt. A Windows tartományt általában közepes vagy nagyobb vállalatok és szervezetek használják.
Kisebb szervezeteknél sokszor Windows munkacsoport (Windows Workgroups), a számítógépek csoportokba rendezésének egy másik módja van használatban. A munkacsoport számítógépeit önállóknak tekintjük, nincsenek köztük szerverek és kliensek (tehát nincs központosítás), hanem minden gép egyenrangú, tehát a peer-to-peer (vagy kliens-kliens) hálózati paradigmát követik. A munkacsoportok kezelése kb. tucatnyi géptől felfelé fáradságos, hiányzik belőle a singe sign-on, a skálázhatóság, a hibatűrés és számos biztonsági funkció. A Windows munkacsoportot ezért inkább csak a kisvállalati vagy otthoni számítógép-hálózatokban szokás használni.
Adott Windows tartomány nem köthető egyetlen telephelyhez vagy egyedi hálózati konfigurációhoz. A tartományi számítógépek lehetnek fizikailag közel egymáshoz egy LAN környezetben, de akár a világ különböző pontjain is. Amíg képesek kommunikálni egymással, egymáshoz képest elfoglalt fizikai helyük nem lényeges.
Az Active Directoryt használó tartományban a számítógépeket szervezeti egységekbe (Organizational Unit, OU) lehet sorolni fizikai vagy a szervezeti struktúrában elfoglalt helyük, vagy más szempontok alapján. Az eredeti (Windows NT 3.x/4-ben használt) Windows tartományokban a felügyeleti eszközök csak két osztályba tudták sorolni a számítógépeket: 1) a hálózaton érzékelt számítógépek és 2) a ténylegesen a tartományba tartozó számítógépek. Az Active Directoryban a szervezeti egységek megléte lényegesen megkönnyíti a felügyeletet, a hálózati és házirendi változtatásokat (lásd csoportházirend) a tartományi számítógépeken.
A számítógépek csatlakozhatnak a tartományhoz LAN-on keresztül, WAN esetében VPN-kapcsolaton vagy Windows 7/Windows Server 2008 R2 környezetben DirectAccess segítségével. A tartományi felhasználók VPN kapcsolatának biztonságához hozzájárul a tanúsítványkiszolgálók tartományi támogatása, melyek segítségével smart cardokon tárolt digitális tanúsítványokkal történik meg az autentikáció.

## Fordítás
- Ez a szócikk részben vagy egészben a Windows Server domain című angol Wikipédia-szócikk ezen változatának fordításán alapul.  Az eredeti cikk szerkesztőit annak laptörténete sorolja fel. Ez a jelzés csupán a megfogalmazás eredetét és a szerzői jogokat jelzi, nem szolgál a cikkben szereplő információk forrásmegjelöléseként.